# Beillé
Beillé is een gemeente in het Franse departement Sarthe (regio Pays de la Loire) en telt 388 inwoners (1999). De plaats maakt deel uit van het arrondissement Mamers.

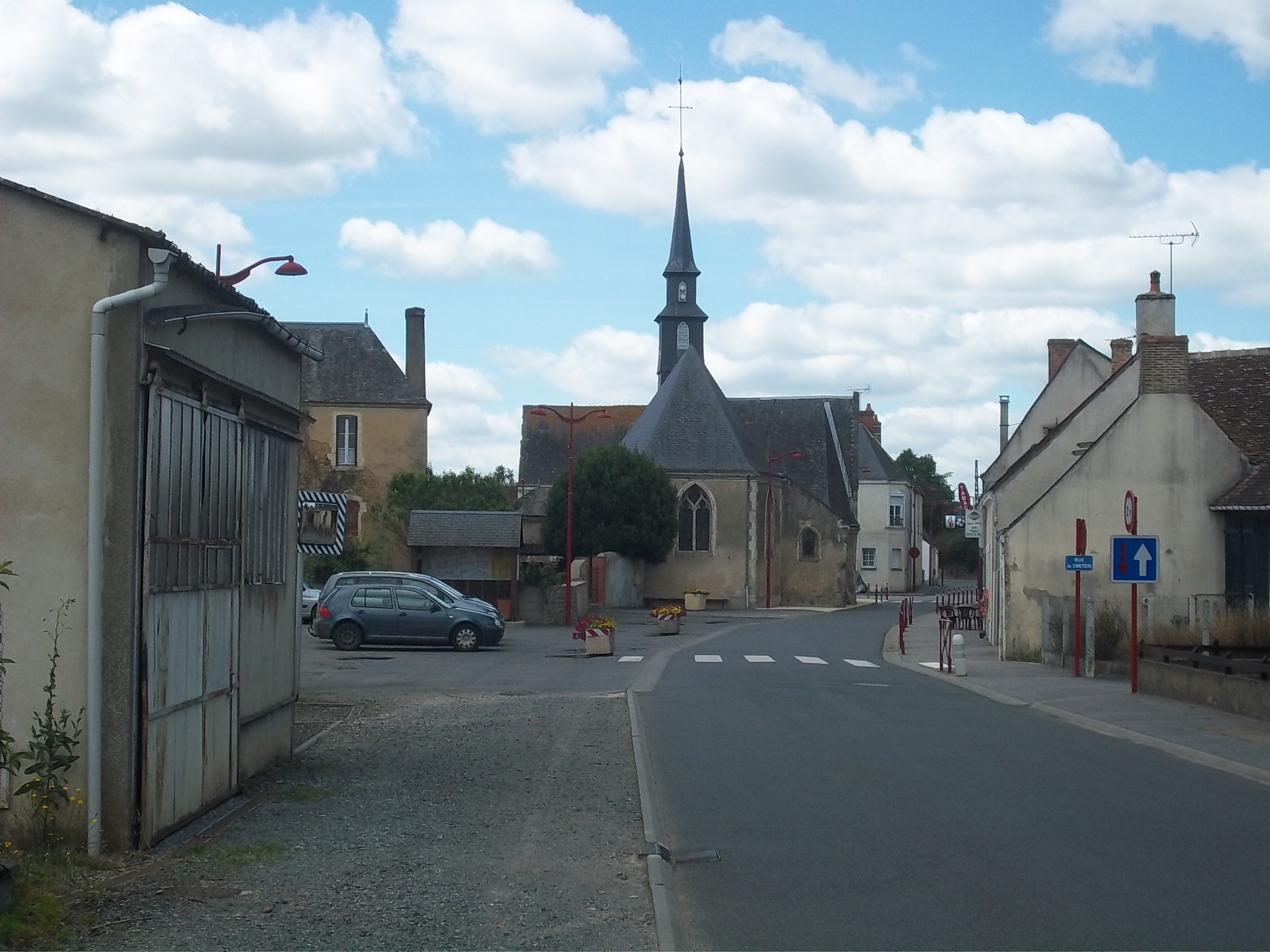
Beillé
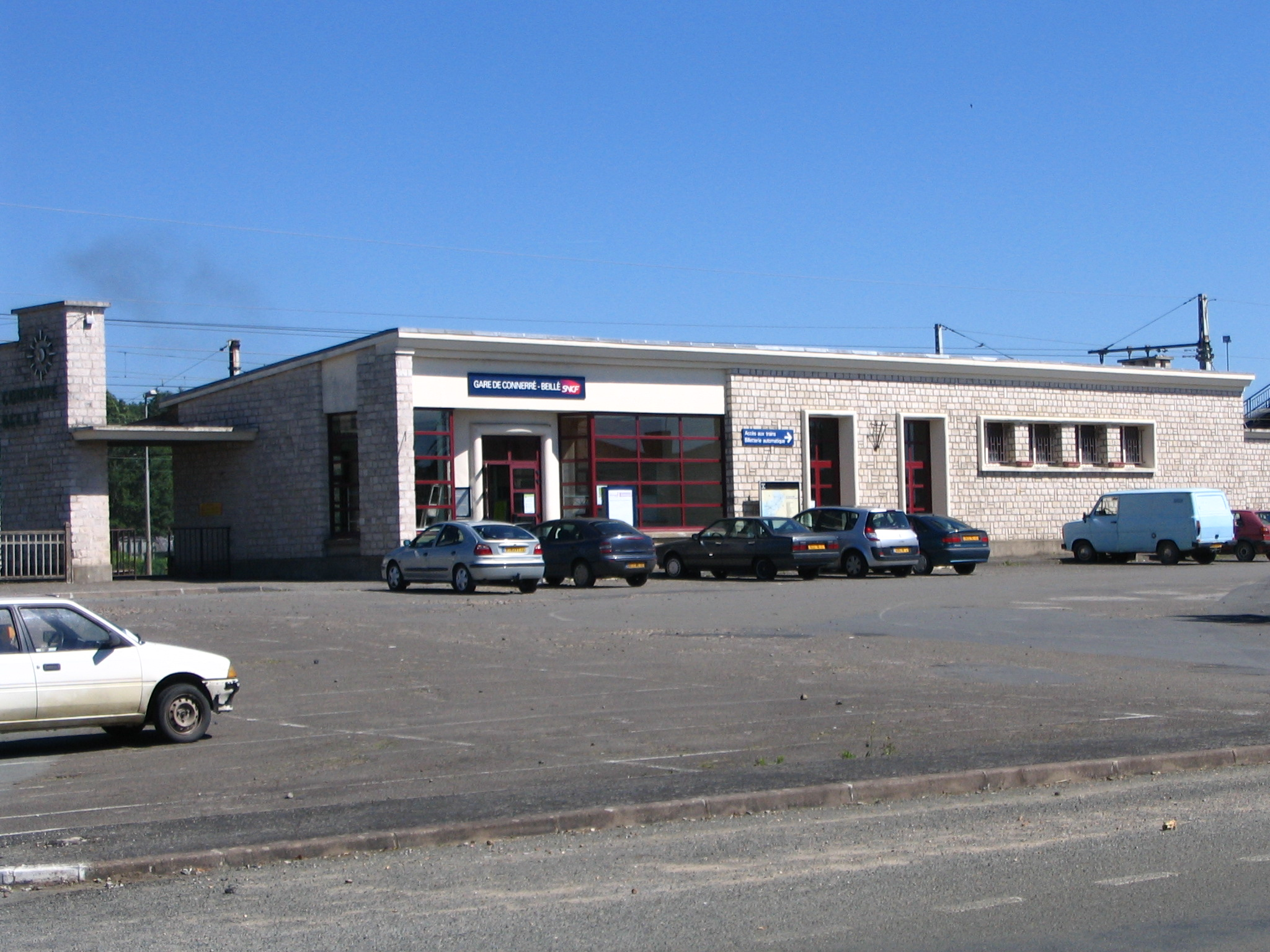
Station Connerré - Beillé

## Geografie
De oppervlakte van Beillé bedraagt 8,4 km², de bevolkingsdichtheid is 46,2 inwoners per km².
De onderstaande kaart toont de ligging van Beillé met de belangrijkste infrastructuur en aangrenzende gemeenten.

## Demografie
Onderstaande figuur toont het verloop van het inwonertal (bron: INSEE-tellingen).